# Lars Lehnhoff
 (mai 2023).
Si vous disposez d'ouvrages ou d'articles de référence ou si vous connaissez des sites web de qualité traitant du thème abordé ici, merci de compléter l'article en donnant les références utiles à sa vérifiabilité et en les liant à la section « Notes et références ».
Lars Lehnhoff, né le 20 septembre 1986 à Celle, est un handballeur allemand. Il évolue au poste de ailier gauche au TSV Hannover-Burgdorf depuis 2004.